# Era hyboryjska

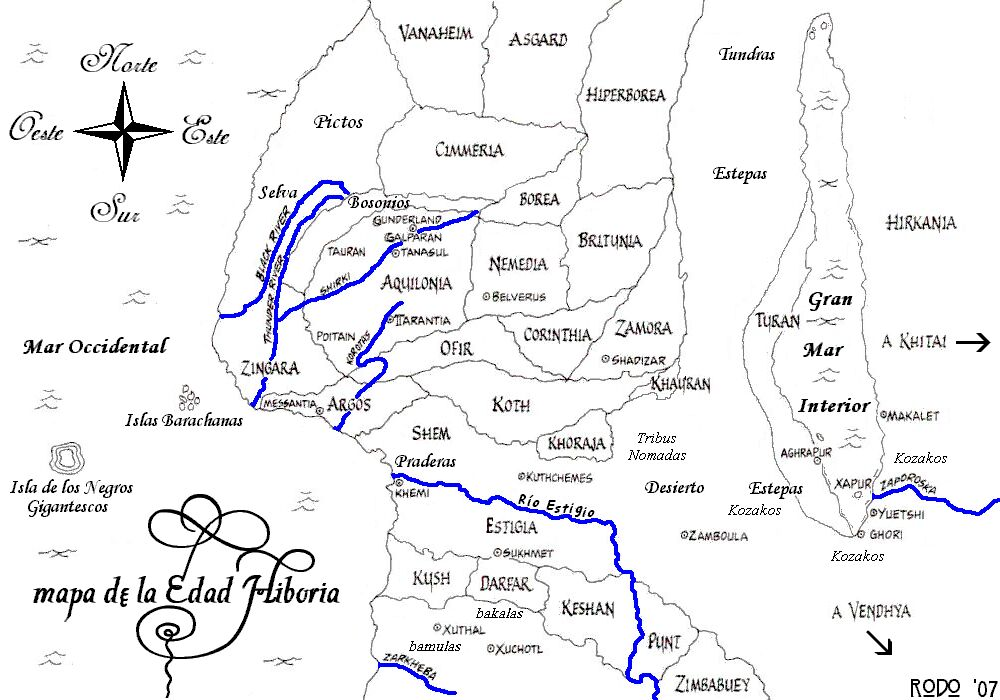
Mapa zachodniego świata Ery hyboryjskiej w czasach Conana

Era hyboryjska – fikcyjny okres w dziejach starożytnych Ziemi, stworzony przez Roberta E. Howarda. W tym okresie toczy się akcja jego opowiadań i powieści, których głównym bohaterem jest Conan z Cymerii, żyjący rzekomo w tych czasach.

## Nazwa i ramy czasowe
Nazwa Era hyboryjska, rzekomo stworzona przez nemedyjskich oraz aquilońskich kronikarzy, wzięła się od nazwy narodu Hyborian. Rzekomo w czasach kiedy na Ziemi istniał tylko jeden wielki kontynent, jego zachodnią część opanował lud Hyborian, przybyły z północy, który na tej części kontynentu stworzył liczne królestwa o dość wysokim poziomie cywilizacyjnym. Ramy czasowe Ery hyboryjskiej sytuują się pomiędzy rokiem 20 000 p.n.e. a rokiem 9500 p.n.e. Era hyboryjska rozpoczyna się w okresie wielkiego kataklizmu, który położył kres poprzedniemu okresowi zwanemu przez hyboryjskich historyków Erą Przed Kataklizmem. W erze przed kataklizmem żył inny bohater Howardowskich opowiadań Kull z Atlantydy. Kataklizm zniszczył doszczętnie wszystkie cywilizacje istniejące przed nim, wśród nich potężną Atlantydę, i spowodował, że ludzkość na powrót cofnęła się cywilizacyjnie do epoki kamienia. Koniec Ery hyboryjskiej wiąże się z ekspansją barbarzyńców oraz kolejnymi kataklizmami, które położyły kresy jej cywilizacji, tworząc początki naszej. Conan z Cymerii żył i walczył mniej więcej pośrodku tego okresu.

## Historia
Historię Ery hyboryjskiej Robert E. Howard opisał w swoim eseju Era hyboryjska, opublikowanym początkowo w czasopiśmie The Pantagraph. Nawiązania do historii Ery hyboryjskiej można też znaleźć w innych utworach Howarda.

### Okres zaraz po Kataklizmie
Kataklizm, który miał miejsce ok. 20 000 lat p.n.e., spowodował zmianę układu lądów na Ziemi. W miejscach, gdzie niegdyś istniały potężne królestwa, pojawiło się morze. Z kolei tam, gdzie były wody, pojawiły się lądy. Spowodowało to zagładę cywilizacji Atlantydy oraz innych starszych cywilizacji tam istniejących. Ocaleli potomkowie Atlantydów, zwani Cymeryjczykami, nie zdołali odbudować swojego państwa, cofnęli się do czasów epoki kamienia, uwikłani w morderczą wojnę z Piktami, którzy także stoczyli się do rzędu barbarzyńców. Inny ocalały lud, Lemurejczycy, zamieszkujący obszary na wschód od śródziemnego morza Vilayet, został podbity przez tajemniczy lud ze wschodu i w ciężkiej niewoli także stoczył się do prymitywnego barbarzyństwa. Oprócz tego na wschodzie i południu istniały niezbadane lądy, gdzie istniały tajemnicze kraje zamieszkiwane przez ludzi, a niekiedy przez inne rasy przedludzkie.

### Hyboryjczycy
Przodkowie Hyboryjczyków wywodzili się z uciekinierów z czasów wielkiego kataklizmu. Gromady ludzi z zalanych obszarów w panice uciekały wówczas na północ. Obszar północy zamieszkiwały wtedy dzikie małpy posiadające jednak pewną, zbliżoną do ludzkiej, inteligencję. W toku zaciętych walk z nimi przodkom Hyboryjczyków udało się zepchnąć ich za Krąg Polarny i opanować kraje północy. 1000 lat po wielkim kataklizmie kolejne, ale już mniejsze, ruchy górotwórcze spowodowały nową migrację. Hyboryjczycy, którzy urośli w liczbę, rozpoczęli migrację na południe, podbijając rozległe obszary zachodniego lądu. W wyniku ich najazdu upadło potężne imperium Acheron, rządzone przez okrutnych czarowników. Na podbitych obszarach Hyboryjczycy stworzyli własne państwa, które szybko osiągnęły wielką potęgę i rozwinęły się pod względem cywilizacyjnym. Tak zaczyna się okres ich dominacji.

## Układ polityczny w czasach Conana
W okresie, kiedy żył Conan barbarzyńca, układ polityczny był w miarę ustabilizowany. Jak wspomniano powyżej, dominują królestwa założone przez Hyboryjczyków. Były to Hyperborea, Aquilonia, Brythania, Nemedia, Królestwo Kresowe, Koth, Ophir, Argos, Korynthia (grupa państw-miast). Jeśli chodzi o kraje niehyboryjskie, na wschód od Korynthii istniało jeszcze państwo Zamora, szczycące się cywilizacją pamiętającą czasy sprzed Kataklizmu.
Na południu leżało tajemnicze i silne państwo Stygia. Pomiędzy Stygią a krajami hyboryjskimi leżał Shem, grupa państw-miast niegdyś zależnych od Stygii, które po ekspansji Hyboryjczyków zmieniły zależność od Stygii na rzecz mniej uciążliwej zależności od Koth. Na południe od Stygii leżał Darfar oraz założone przez Murzynów państwa Kush, Keshan, Zembabwei i Punt. Na wschód od Punt ciągnął się Iranistan. Dalej na południe leżał obszar niezbadany zamieszkiwany przez dzikie plemiona murzyńskie oraz niedobitki starszej przedludzkiej rasy, która niegdyś panowała na Ziemi.
Na północ i północny zachód od krajów hyboryjskich nie było cywilizowanych krajów. Obszary te zamieszkiwali prymitywni barbarzyńcy – Piktowie i Cymeryjczycy, żyjący w klanach. Na północ od Cymerii leżały krainy Vanaheim i Asgard, także barbarzyńskie. Powyżej były tylko niezbadane mroźne obszary zamieszkałe przez niedobitki małpoludów, które kiedyś zamieszkiwały te obszary.
Na wschód od krajów hyboryjskich i Zamory ciągnęły się rozległe pasy stepów i pustyń. Za nimi na obszarze zamieszkiwanym przez potomków Lemurejczyków, zwanych Hyrkańczykami, powstało potężne państwo Turan. Daleko na krańcach wschodnich leżało starożytne państwo Kitai, o którym jednak mieszkańcom krajów hyboryjskich niewiele było wiadomo.

## Ustroje społeczne i polityczne
Wszystkie kraje hyboryjskie, a podobnie Turan i Stygia były monarchiami absolutnymi. Niektóre kraje miały formę rozległych królestw (np. Nemedia, Aquilonia), a niektóre miast-państw (np. Korynthia, Shem), także rządzonych zresztą przez monarchów. Monarcha miał władzę prawie nieograniczoną, w jego państwie panował ustrój przypominający średniowieczny feudalizm europejski. Występowała bogata warstwa możnowładców, szlachta-rycerstwo oraz stan trzeci (chłopi, rzemieślnicy, kupcy). We wszystkich tych krajach istniało niewolnictwo. Obok króla i jego dostojników, wielkie wpływy na kraj mieli kapłani i czarnoksiężnicy. Ci ostatni posiadali moc przywoływania demonów i zmuszania ich do służenia im, co dawało im wielką potęgę. Potężny czarnoksiężnik lub grupa czarowników często rządziła krajem, choć oficjalnie w imieniu króla, ale praktycznie samodzielnie. Największy wpływ na rządy warstwa ta miała w Stygii.
Na obszarach zamieszkiwanych przez barbarzyńców władzę sprawował naczelnik klanu lub plemienia. Nie było feudalizmu, wszyscy mężczyźni zdolni do noszenia broni byli równi. Dużym szacunkiem cieszyły się osoby starsze, ponieważ niewielu barbarzyńców dożywało sędziwego wieku, wskutek częstych walk między plemionami.

## Religia
Dominującą religią w krajach hyboryjskich był kult Mitry - jedynego boga. W Stygii czczono boga Seta, co wywoływało pogardę u Hyboryjczyków, bowiem zgodnie z mitologią Set był głównym wrogiem Mitry - demonem zła. Krainy barbarzyńskie oraz Shem miały własne całe panteony bogów. Conan z Cymerii czcił boga Croma.
Oprócz bogów duża grupa czarowników czciła i służyła demonom.

## Kalendarz
Kalendarz hyboryjski jest cykliczny. Każdy rok ma swoją nazwę, a cykl powtarzany jest co 8 lat.
Lata nazywają się następująco:
- Rok Lwa
- Rok Słońca
- Rok Wilka
- Rok Pająka
- Rok Węża
- Rok Orła
- Rok Smoka
- Rok Konia

Trzy z ośmiu lat mają po 13 miesięcy księżycowych, a pięć lat ma 12 miesięcy. Każdy rok zaczyna się od pierwszej pełni księżyca po przesileniu letnim. Dni w każdym miesiącu są numerowane.
Miesiące nazywane są następująco:
- Miesiąc Gryfa
- Miesiąc Ognia
- Złoty Miesiąc
- Miesiąc Panny (Dziewicy)
- Miesiąc Skorpiona
- Miesiąc Niedźwiedzia
- Miesiąc Małpy Śnieżnej
- Miesiąc Ryby
- Miesiąc Szczura
- Miesiąc Wróbla
- Miesiąc Jastrzębia
- Miesiąc Barana
- Miesiąc Smoka (ten miesiąc występuje tylko w latach Lwa, Pająka i Smoka).

Mieszkańcy Aquilonii numerowali lata od roku kiedy została założona Aquilonia. Conan urodził się w 1248 roku (według czasu aquilońskiego): Roku Lwa.